# René Pulfer
René Pulfer (* 13. März 1949 in Basel) ist ein Schweizer Videokünstler, Verleger, Kurator und Kunstlehrer. Er gehört zu den Wegbereitern der Schweizer Videokunst seit den 1970er-Jahren.

## Leben und Werk
René Pulfer hat ab den 1980er-Jahren Film- und Videoprogramme organisiert. 1985 gründete er die Videoklasse an der Schule für Gestaltung Basel. Zudem leitete er die Weiterbildungsklasse Audiovisuelle Gestaltung. 1986 und 1988 hatte er die künstlerische Leitung der Videowochen im Wenkenpark inne. 1987 war er als Kurator für die documenta 8 für das Videoprogramm tätig.
René Pulfer erhielt 2021 den Kulturpreis der Stadt Basel. Seine audiovisuelle Arbeiten und Installationen werden bis heute bei zahlreichen nationalen und internationalen Festivals und Ausstellungen gezeigt.
René Pulfers Werke sind in der Sammlung des Kunstkredits Basel-Stadt, des Kunsthauses Baselland, des Kunstmuseums Bern und des Kunsthauses Zürich vertreten.